# Kurzfarbwerk
Ein Kurzfarbwerk (engl.: short inking system) ist ein einfach gebautes Farbwerk, das mit wenigen Walzen auskommt und somit die Druckfarbe zügig auf den Bedruckstoff überträgt. Kurzfarbwerke werden für niedrigviskose (dünnflüssige) Farben eingesetzt, diese Farben können nicht über mehrere Walzen transportiert werden, ein kurzer Weg ist nötig. Vorteile eines Kurzfarbwerks sind die schnelle, farbzonenfreie Farbsteuerung und eine kontinuierliche Farbzufuhr.
Kurzfarbwerke finden Verwendung in der Druckindustrie im Flexodruck, im Hochdruck, im Rollenoffsetdruck, im wasserlosen Offsetdruck und in Lackierwerken. Im Rollenoffset-Zeitungsdruck, der keine hohe Einfärbequalität fordert, werden sogenannte farbzonenfreie Kurzfarbwerke eingesetzt. Im Vergleich zu herkömmlichen Offsetfarbwerken ist das Feuchtwerk wesentlich kleiner und kommt mit weniger Reiberwalzen inkl. den dazugehörigen Duktor- und Heberwalzen aus. Drei Bauweisen haben sich in der Praxis bewährt:
- mit Aniloxwalze (Rasterwalze), gravierte oder besonders strukturierte  Dosierwalze mit Rakel
- mit Rakelwalze und/oder Rakel
- mit Schwingrakel